# Bianque
Carlos Bianque da Silva, conhecido como Bianque (Santos, 3 de outubro de 1954 – Santos, 26 de setembro de 2014) foi um futebolista brasileiro, que atuava como zagueiro.

## Carreira

### Jogador
Revelado pelas categorias de base do Santos, onde atuou a partir de 1969, Bianque teve suas primeiras oportunidades na equipe principal em 1973.
No ano seguinte, o zagueiro fixou-se na equipe principal, onde estreou em 3 de março, em amistoso contra o Uberaba Sport Club, no Estádio Engenheiro João Guido. Foi titular na partida que marcou a despedida em jogos oficiais do Rei Pelé com a camisa santista, diante da Ponte Preta, em outubro daquele ano.
O ano de 1976 foi quando mais atuou, totalizando 42 jogos e marcando 2 gols.
A partir de 1977, começou a atuar também como volante.
Seu último jogo pelo Santos foi em 14 de maio de 1978 contra o Anapolina, pelo Campeonato Brasileiro. Pelo Santos, foi Campeão Paulista em 1973 e 1978, fez 166 jogos e marcou 6 gols.
Foi para o Cruzeiro em 1978.
Jogou no Atlético-PR, onde foi Campeão Paranaense em 1982.
Atuou ainda pelo Sport Recife em 1983 e 1984.
Na Inter de Limeira, foi comandado por Pepe em 1986.
Passou ainda por Clube do Remo (1987), Marília Atlético Clube, Itumbiara Esporte Clube e Brusque Futebol Clube, onde encerrou a carreira de jogador e iniciou a de treinador no final dos anos 80.

#### Seleção Brasileira
Defendeu a Seleção Brasileira Olímpica e foi campeão dos Jogos Pan-americanos da Cidade do México, em 1975 e do Torneio Pré-Olímpico de 1976.
Atuou em apenas 6 partidas, sendo 4 como titular.

### Aposentadoria
Em 2003, Bianqui sofreu um derrame hemorrágico e não conseguiu mais movimentar o lado esquerdo do corpo. Na época, o Santos organizou um jogo beneficente em prol de arrecadar fundos para sua melhora.